# Ненад Станковић (фудбалер, 1977)
Ненад Станковић (рођен 8. августа 1977. године) је професионални фудбалер. Игра на позицији левог везног. Тренутно је члан КИ Клаксвик, премијерлигаша са Фарских острва. Висок је 177 цм.

## Европска каријера
На европској сцени је дебитовао 18. јуна 2005. године у првом колу квалификација за Интертото куп. Био је то први меч против Тампере јунајтеда, код куће.

## Индивидуалне награде
Играч године на Фарским острвима: 2007.